# نزدیک‌تر (فیلم ۲۰۰۴)
نزدیک‌تر (به انگلیسی: Closer) فیلمی به کارگردانی مایک نیکولز و بر پایه نمایشنامه‌ای از پاتریک ماربر محصول سال ۲۰۰۴ است.
نزدیک‌تر داستان چهار غریبه است که به‌طور تصادفی وارد زندگی همدیگر می‌شوند و روابطی بینشان شکل می‌گیرد. روابط وقتی پیچیده می‌شود که دو زوج همدیگر را می‌بینند و فکر خیانت به سرشان می‌افتد. بازیگران فیلم عبارتند از جولیا رابرتس، جود لا، ناتالی پورتمن و کلایو اوون.

## جوایز
- برنده بهترین بازیگر نقش مکمل مرد برای کلایو اوون در جشنواره فیلم بفتا (۲۰۰۵)
- برنده بهترین بازیگر نقش مکمل مرد برای کلایو اوون در جایزه گلدن گلوب (۲۰۰۵)
- برنده بهترین بازیگر نقش مکمل زن برای ناتالی پورتمن در جایزه گلدن گلوب (۲۰۰۵)
- برنده بهترین بازیگر نقش مکمل مرد برای کلایو اوون در اتحادیه منتقدان فیلم نیویورک (۲۰۰۴)
- برنده بهترین بازیگر نقش مکمل زن برای ناتالی پورتمن در اتحادیه منتقدان فیلم سن دیگو (۲۰۰۴)

### نامزدی
- نامزد بهترین بازیگر نقش مکمل مرد برای کلایو اوون در جایزه اسکار (۲۰۰۵)
- نامزد بهترین بازیگر نقش مکمل زن برای ناتالی پورتمن در جایزه اسکار (۲۰۰۵)
- نامزد بهترین نمایشنامه برای پاتریک ماربر در مراسم فیلم بفتا (۲۰۰۵)
- نامزد بهترین بازیگر نقش مکمل زن برای ناتالی پورتمن در مراسم فیلم بفتا (۲۰۰۵)
- نامزد بهترین کارگردانی برای مایک نیکولز در جایزه گلدن گلوب (۲۰۰۵)
- نامزد بهترین فیلم داستانی در جایزه گلدن گلوب (۲۰۰۵)
- نامزد بهترین نمایشنامه برای پاتریک ماربر در جایزه گلدن گلوب (۲۰۰۵)